# 罗斯蒂利站
罗斯蒂利站是一座布拉格地铁C线的地铁站。此站站名来源不详。